# Vasilij Grigorjevič Imšenecki
Vasilij Grigorjevič Imšenecki [vasílij grígorjevič imšenécki] (rusko Василий Григорьевич Имшенецкий), ruski matematik in mehanik, * 16. januar (4. januar, ruski koledar) 1832, Iževski vojaški zavod, Vjatska gubernija, Ruski imperij, † 5. junij (24. maj) 1892, Moskva, Ruski imperij (danes Rusija).

## Življenje in delo
Imšenecki je bil eden od ustanoviteljev harkovskega (1879) in sanktpeterburškega 
(1890) matematičnega društva. Raziskoval je na področju teorije diferencialnih enačb.
Njegov oče je bil vojaški zdravnik. Na Fizikalno-matematični fakulteti Univerze v Kazanu je leta 1853 diplomiral. Najprej je poučeval na 1. kazanski gimnaziji, nato pa je začel tudi raziskovati. Leta 1862 je odšel v Pariz na izpopolnjevanje k Laméju, Serretu in Bertrandu. Leta 1868 je doktoriral in postal ekstraordinarij, leta 1869 pa ordinarij. Leta 1873 je postal profesor na Univerzi v Harkovu. Konec leta 1879 je postal član Akademije znanosti in se preselil v Sankt Peterburg
1. ↑  Имшенецкий Василий Григорьевич // Большая советская энциклопедия: [в 30 т.] — 3-е изд. — Moskva: Советская энциклопедия, 1969.